# Politische Lieder
Politische Lieder es un álbum en directo de varios intérpretes, lanzado por el sello discográfico de Alemania del Este Eterna en 1973, y grabado en vivo el mismo año durante el X Weltfestspiele Der Jugend Und Studenten (X Festival Mundial de la Juventud y los Estudiantes) celebrado en Berlín Este.
La canción Venceremos, interpretada por Inti-Illimani, está cantada en parte en castellano y en parte en alemán.

## Lista de canciones[2]
| N.º | Título                                          | Música                         | Intérprete                           | Duración |  |
| 1.  | «El pueblo unido»                               | Quilapayún, Sergio Ortega      | Quinteto tiempo Oktoberklub Agitprop |          |  |
| 2.  | «Wir sind überall»                              | W.Heicking, R.Andert, H.König  | Oktoberklub                          |          |  |
| 3.  | «El río está llamando»                          | J. Lacarra                     | Quinteto tiempo                      |          |  |
| 4.  | «Ruce»                                          | P.Sindelar, H.Cihakova         | Avantis                              |          |  |
| 5.  | «Väliamerikka»                                  | K.Chydenius, P.Neruda, M.Rossi | Agitprop Trio des KOM-Theaters       |          |  |
| 6.  | «Olen kommunisti»                               | E.Ojanen, N.Hikmet, B.Pottila  | Agitprop                             |          |  |
| 7.  | «Ballade vom Komsomolzenausweis»                | W.Muljawin                     | Pensjari                             |          |  |
| 8.  | «Venceremos»                                    | S.Ortega, C.Iturra             | Inti-Illimani                        |          |  |
| 9.  | «Bella ciao»                                    | popular italiana               | Il contemporaneo                     |          |  |
| 10. | «Konzertierte Aktion»                           | D.Süverkrüp                    | Dieter Süverkrüp                     |          |  |
| 11. | «Paris - La Provence»                           | M.Rongier, C.Reva              | Claude Reva                          |          |  |
| 12. | «Hoch soll sie leben, die werte frei Forschung» | S.Ringbom, G.Ohrlander         | Fria proteatern                      |          |  |
| 13. | «Lied auf den Weg»                              | T.Schoppe, K.Demmler           | Renft                                |          |  |